# Bibi et Tina : Filles contre garçons
Série
Bibi et Tina : Complètement ensorcelée !
(2014) Bibi et Tina : Quel tohubohu !
(2017)
Pour plus de détails, voir Fiche technique et Distribution.
Bibi et Tina : Filles contre Garçons (Bibi & Tina: Mädchen gegen Jungs) est un film musical et fantastique allemand réalisé par Detlev Buck en 2016. Il est basé sur la série radiophonique pour enfants Bibi et Tina, elle-même basée sur les aventures de la sorcière Bibi Blocksberg et de son amie Tina créées par Elfie Donnelly. La sortie a eu lieu le 21 janvier 2016 dans les salles allemandes et tardivement le 15 avril 2017 dans les pays francophones, uniquement en VOD. C'est la suite de Bibi et Tina, le film et de Bibi et Tina : Complètement ensorcelée !, également réalisés par Buck, en 2014.

## Synopsis
Les élèves d'une école partenaire visitent le camp de Falkenstein pour découvrir la vie à la campagne. Bibi et Tina arrivent lors d'une rencontre sportive, elles y rencontrent Ulysse, un macho de première et un frimeur.
Une activité du camp consiste à participer à une chasse au trésor avec les filles en compétition contre les garçons. Ulysse se lie d'amitié avec Alex qui rejoint son groupe. De peur de perdre, Ulysse triche et met le groupe de Bibi en danger. Afin de se sauver d'une situation dangereuse, Bibi doit utiliser ses pouvoirs magiques malgré sa promesse de pas utiliser sa magie pendant les épreuves.
L'hostilité d'Ulysse s'aggrave à un moment important, cependant Bibi perd soudainement ses capacités magiques et ne peut pas arranger la situation.

## Fiche technique
Sauf indication contraire, les informations mentionnées dans cette section peuvent être confirmées par la base de données cinématographiques IMDb,  présente dans la section « Liens externes ».
- Titre original : Bibi & Tina: Mädchen gegen Jungs
- Titre français : Bibi et Tina : Filles contre garçons
- Réalisation : Detlev Buck
- Scénario : Detlev Buck et Bettina Börgerding, d'après les séries radiophoniques Bibi et Tina
- Direction artistique : Stefan Hauck
- Décors : Tom Hecker
- Costumes : Ingken Benesch
- Photographie : Marc Achenbach
- Musique : Ulf Leo Sommer, Daniel Faust, Peter Plate et Bowen Liu
- Montage : Dirk Grau
- Production : Detlev Buck, Christoph Daniel, Marc Schmidheiny, Sonja Schmitt et Kirstin Wille ; Claus Boje, Joel Brandeis, Gabriele Salomon et Dario Suter (co-production) ; Jan Brandt (production exécutive)
- Sociétés de production : DCM Productions ; Boje Buck Produktion, Kiddinx Filmproduktion, Zweites Deutsches Fernsehen (ZDF) (coproduction)
- Sociétés de distribution : DCM Film Distribution (Allemagne), Filmladen (Autriche), Just Film Distribution (Pays-Bas - 2016)
- Budget :
- Pays d’origine :  Allemagne
- Langue originale : allemand
- Format : couleur - 1.77:1 - son Dolby Digital
- Genres : Fantastique, Musical, Comédie
- Durée : 105 minutes
- Dates de sortie : 
  - Allemagne : 21 janvier 2016
  - reste du  : 15 avril 2017
- Dates de sortie DVD/Blu-Ray :
  - Allemagne : 9 septembre 2016

## Distribution

### Acteurs principaux
- Lina Larissa Strahl (VF : Camille Donda) : Bibi Blocksberg
- Lisa-Marie Koroll (VF : Zina Khakhoulia) : Tina Martin
- Louis Held (VF : Gauthier Battoue) : Alexandre de Falkenstein (Alexander von Falkenstein)
- Philipp Laude (VF : Fabrice Trojani) : Ulysse Nägeli (Urs Nägeli)
- Michael Maertens (VF : Stéphane Ronchewski) : Comte Falko de Falkenstein (Graf Falko von Falkenstein)
- Tilman Pörzgen (VF : Olivier Martret) : François Pierre Truffaut
- Winnie Böwe (VF : Anne Rondeleux) : Susanne Martin
- Fabian Buch (VF : Donald Reignoux) : Roger Martin (Holger Martin)
- Kostja Alexander Ullmann (VF : Emmanuel Curtil) : Léo Schmackes

### Acteurs secondaires
- Martin Seifert (VF : Jean-Claude Donda) : Dagobert
- Max von der Groeben : Freddy
- Benjamin Lutzke : Emile (Köbi)
- Neele Czwalinna (VF : Jessica Barrier) : Bella
- Nina Herzberg : Amber
- Emma Knoller (VF : Jessica Monceau) : Candy
- Maximilian Diehle (VF : Martin Faliu) : Olivier Destruktivus (Dieter Destruktivus)
- Sylvain Mabe (VF : Diouc Koma) : Ndougo
- Alissa Wilms : Margrita
- Runa Greiner : Meret
- Lena Urzendowsky : Mia

### Invités
- Charly Hübner (VF : Pierre-François Pistorio) : Hans Kakmann
- Erika Rabau : la grand-mère de Kakmann
- Katharina Thalbach : Luise, la cuisinière du camp
- Michael Wittenborn : Dr Krähwinkel
- Detlev Buck : Dr Écureuil (Dr Eichhorn)
- Lene Charlotte Dropmann : Bibi, à 6 ans
- Hinnerk Schöndmann : Bernhard Blocksberg
- Emilio Moutaoukkil (VF : Rémi Caillebot) : Tarik Schmüll

## Chansons du film
- Bibi & Tina - Roger
- Cheerleader Song - les filles
- La Fille de Paris (Mädchen aus Paris) - François et les filles en chœur
- Funky Monkey - Roger avec Bella, Amber et Candy
- Omm - Kakmann
- Filles contre Garçons (Mädchen gegen Jungs) - les filles et les garçons du camp
- Happy End - Bibi
- Au feu, au feu (Feuer, Feueur) - Bibi
- Susanne - Léo Schmackes
- Le Plus Bel Été (Bester Sommer) - Bibi
- Filles contre Garçons (Mädchen gegen Jungs) - Bibi, Tina, Alexandre et Ulysse

## Production
La troisième partie de la série de films Bibi et Tina a été annoncée pour la première fois le 29 avril 2015. Le film a été tourné en juillet et août 2015 dans le Brandebourg et en Saxe-Anhalt. Le camp a été filmé à l'est de Berlin-Buckow dans le parc naturel de la Suisse Marchande (Märkische Schweiz).
Après sa première le 16 janvier 2016 au Kulturbrauerei à Berlin, le film est sorti le 21 janvier 2016 dans les salles de cinéma en Allemagne.
La bande originale du film a été composée par Peter Plate, Ulf Leo Sommer et Daniel Faust et est sortie le 15 janvier 2016 par Kiddinx. Le 11 mars 2016, la bande originale a atteint la première place des charts allemands et a été capable d'y rester plusieurs semaines.

## Suites
La quatrième et dernière partie intitulée Bibi et Tina : Quel tohubohu a également été mise en scène par Detlev Buck et est sortie le 23 février 2017 dans les cinémas allemands. Les trois premières aventures de Bibi et Tina sont sorties le 15 avril 2017 en VOD dans le reste du monde.